# بلودون
بلودون (نام علمی: Belodon) نام یک سرده از تیره فیتوسور است.